# (72538) 2001 DR102
(72538) 2001 DR102 – planetoida z pasa głównego asteroid okrążająca Słońce w ciągu 3,49 lat w średniej odległości 2,3 j.a. Odkryta 16 lutego 2001 roku.